# Blogkermis
Een blogkermis is een soort evenement op een blog. Het is gelijkwaardig aan een tijdschrift, in die zin dat het artikels rond een specifiek thema bundelt en aanprijst aan een lezersgroep. Een blogkermis verschijnt in de vorm van een blogpost, waarin links geplaatst worden naar artikels van andere bloggers.

## Werking
Een blogkermis wordt samengesteld door een organisator. De organisator is een blogger die links inzamelt van andere interessante bloggers. Hij of zij doet dit gedurende een vooraf aangekondigde tijdsperiode. Tijdens deze inzendingsperiode maakt de organisator een selectie uit alle inzendingen. Op de dag van de blogkermis publiceert de organisator de links (eventueel voorzien van een korte omschrijving van het artikel) naar de uitgekozen artikels op zijn blog, waarvan hij of zij van mening is dat het artikel kwaliteitsvol en relevant is voor de blogkermis.
Vanaf de publicatie van een blogkermis worden de blog(ger)s die in de blogkermis opgenomen zijn, uitgenodigd om een link te leggen naar de blogkermis op hun eigen blog. Zo worden ook de lezers van de participerende bloggers op de hoogte gebracht van de verzamelde artikels in de blogkermis.
Wanneer een blogkermis door verschillende bloggers georganiseerd wordt, dan wordt de blogkermis beschouwd als een rondtrekkend fenomeen. De deelnemende bloggers krijgen hierdoor de kans om hun meest recente artikels te introduceren aan nieuwe lezersgroepen. Het afwisselen van organisatoren verdeelt bovendien de lasten en baten als gevolg van het organiseren van de blogkermis.
Door het samenbrengen van opinies in een blogkermis, op een afgesproken tijdstip, krijgen anderen de kans om een uitgebreide conversatie te voeren rond het thema van de blogkermis. Hierdoor ontstaan vaak nieuwe ideeën en inzichten die de kennis van alle betrokken partijen vergroot.
Het doel van een blogger om een blogkermis te organiseren is zijn lezers artikels te laten vinden waar ze naar op zoek zijn. Bloggers die hun artikel(s) inzenden voor deelname aan een blogkermis en een positieve recensie en link krijgen van de organisator, worden beloond met nieuwe lezers.

## Geschiedenis
Het concept van een blogkermis werd voor de eerste maal geïntroduceerd in de Engelstalige blogosfeer in september 2002 op de blog van Silflay Hraka. De blogkermis kreeg de naam "the Carnival of the Vanities".